# The Anatomy of...
The Anatomy Of es un álbum de versiones de la banda Between the Buried and Me. Este es el segundo álbum en el que participan Dan Briggs, Blake Richardson, and Dustie Waring.

## Lista de canciones
1. "Blackened" (Metallica cover) (James Hetfield, Jason Newsted, Lars Ulrich) – 6:40
2. "Kickstart My Heart" (Mötley Crüe cover) (Nikki Sixx) – 4:55
3. "The Day I Tried to Live" (Soundgarden cover) (Chris Cornell) – 5:28
4. "Bicycle Race" (Queen cover) (Freddie Mercury) – 3:09
5. "Three of a Perfect Pair" (King Crimson cover) (Adrian Belew, Bill Bruford, Robert Fripp, Tony Levin) – 4:11
6. "Us and Them" (Pink Floyd cover) (Rick Wright, Roger Waters) – 7:52
7. "Geek U.S.A." (The Smashing Pumpkins cover) (Billy Corgan) – 5:25
8. "Forced March" (Earth Crisis cover) (Karl Buechner) – 3:52
9. "Territory" (Sepultura cover) (Sepultura) – 4:50
10. "Change" (Blind Melon cover) (Blind Melon) – 4:07
11. "Malpractice" (Faith No More cover) (Mike Patton) – 4:02
12. "Little 15" (Depeche Mode cover) (Martin L. Gore) – 4:31
13. "Cemetery Gates" (Pantera cover) (Phil Anselmo, Darrell Abbott, Rex Brown, Vinne Paul Abbott) – 7:05
14. "Colorblind" (Counting Crows cover) (Adam Duritz, Charlie Gillingham) – 3:47

## Créditos
- Tommy Giles Rogers Jr.- Voz y teclados
- Paul Waggoner – Guitarra
- Dustie Waring – Guitarra
- Dan Briggs – Bajo
- Blake Richardson – Batería y percusión

- Datos: Q3519777